# Ravno

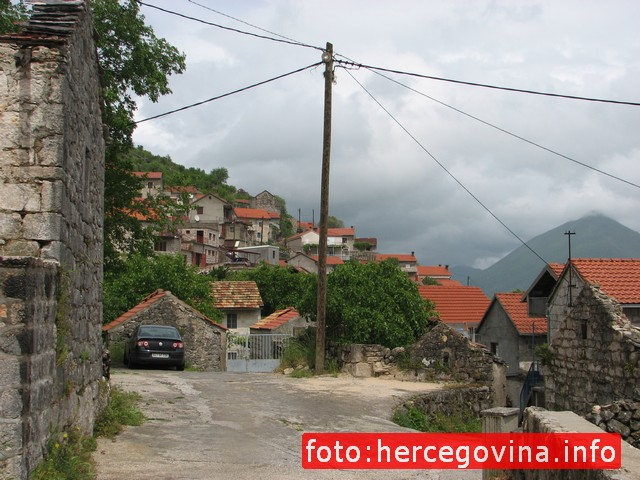
Ravno

Ravno (srbsky Равно) je město a sídlo stejnojmenné opčiny v Bosně a Hercegovině v Hercegovsko-neretvanském kantonu. Nachází se asi 20 km jihozápadně od Ljubinje, 43 km severozápadně od Trebinje, 75 km jihovýchodně od Mostaru a asi 194 km jihozápadně od Sarajeva. V roce 2013 žilo v Ravnu 605 obyvatel, v celé opčině pak 3 328 obyvatel, Ravno je tak jedním z nejmenších bosenských měst. Ačkoliv je město Ravno střediskem opčiny, nachází se zde větší vesnice Trebimlja.

## Historie
Ravno bylo poprvé napadeno počátkem října 1991 silami JNA, které vesnici srovnaly se zemí na cestě k útoku na Dubrovník za chorvatské války za nezávislost, při útoku bylo zabito 24 lidí z vesnice.
Ravno opět utrpělo těžké škody během války v Bosně a Hercegovině, kdy byla zničena většina vesnic. Oblast kolem Ravna byla využívána jako koridor, odkud byl nepřetržitě napadán chorvatský kraj Dubrovník.

## Opčina
Součástí opčiny je celkem 36 trvale obydlených vesnic:
- Baljivac 17
- Belenići 137
- Bobovišta 32
- Cicrina 123
- Čavaš 5
- Čopice 42
- Čvaljina 59
- Dvrsnica 5
- Glavska 11
- Golubinac 89
- Gorogaše 28
- Grebci 29
- Ivanica 146
- Kalađurđevići 21
- Kijev Do 71
- Kutina 5
- Nenovići 5
- Orah 39
- Orahov Do 151
- Orašje Popovo 25
- Rapti Bobani 5
- Ravno 605
- Rupni Do 5
- Slavogostići 5
- Slivnica Bobani 32
- Slivnica Površ 5
- Šćenica Bobani 37
- Trebimlja 728
- Trnčina 272
- Uskoplje 179
- Velja Međa 204
- Vlaka 5
- Vukovići 5
- Začula 5
- Zaplanik 5
- Zavala 188

Nacházejí se zde též zaniklé vesnice Baonine, Cerovac, Diklići, Gola Glavica, Grmljani, Klikovići, Kotezi, Krajkovići, Lušnica, Mrnjići, Nevada, Poljice Čičevo, Prosjek, Sedlari, Sparožići, Strujići, Veličani a Zagradinje.

### Etnické složení
|            | 2013.        | 1991.        | 1981.        | 1971.        |
| Celkem     | 597 (100,0%) | 198 (100,0%) | 364 (100,0%) | 549 (100,0%) |
| Chorvati   | 584 (97,82%) | 173 (87,37%) | 306 (84,07%) | 472 (85,97%) |
| Srbové     | 10 (1,675%)  | 16 (8,081%)  | 41 (11,26%)  | 72 (13,11%)  |
| Ostatní    | 3 (0,503%)   | 3 (1,515%)   | 3 (0,824%)   |              |
| Jugoslávci |              | 5 (2,525%)   | 12 (3,297%)  |              |
| Bosňáci    |              | 1 (0,505%)   | 2 (0,549%)   | 1 (0,182%)   |
| Černohorci |              |              |              | 4 (0,729%)   |

|            | 2013.          | 1991.          |
| Celkem     | 3 328 (100,0%) | 1 503 (100,0%) |
| Chorvati   | 2 633 (81,80%) | 776 (51,63%)   |
| Srbové     | 558 (17,33%)   | 678 (45,11%)   |
| Bosňáci    | 20 (0,621%)    | 21 (1,397%)    |
| Ostatní    | 8 (0,249%)     | 13 (0,865%)    |
| Jugoslávci |                | 15 (0,998%)    |